# Suwa-Schrein
Suwa-Schreine (jap. 諏訪神社, Suwa-jinja) sind Shintō-Schreine, die Zweigschreine des Suwa-Taisha sind. In ganz Japan existieren etwa zehntausend solcher Schreine, von denen aber nur ca. 2.500 offiziell anerkannt werden.

## Bekannte Suwa-Schreine
- Akita Suwa-gū (秋田諏訪宮) in Misato, Präfektur Akita
- Suwa-jinja (諏訪神社) in Hamamatsu, Präfektur Shizuoka
- Chinzei-Taisha Suwa-jinja (鎮西大社諏訪神社) in Nagasaki, Präfektur Nagasaki
- Suwa-jinja (諏訪神社) in Iida, Präfektur Nagano
- Suwa-jinja (諏訪神社) in Fukaya, Präfektur Saitama
- Suwa-jinja (諏訪神社) in Tachikawa, Präfektur Tokio
- Suwa-jinja (諏訪神社) in Ōta, Präfektur Tokio
- Suwa-jinja (諏訪神社) in Tama, Präfektur Tokio
- Suwa-jinja (諏訪神社) in Shiroi, Präfektur Chiba
- Suwa-jinja (諏訪神社) in Chigasaki, Präfektur Kanagawa
- Suwa-jinja (諏訪神社) im Stadtteil Takatsu-ku von Kawasaki, Präfektur Kanagawa
- Suwa-jinja (諏訪神社) in Shibata, Präfektur Niigata
- Suwa-jinja (諏訪神社) in Uozu, Präfektur Toyama
- Suwa-jinja (諏訪神社) in Hakuba, Präfektur Nagano
- Suwa-jinja (諏訪神社) in Isshiki, Präfektur Aichi
- Suwa-jinja (諏訪神社) in Yokkaichi, Präfektur Mie
- Suwa-jinja (諏訪神社) im Stadtteil Jōtō-ku von Osaka
- Suwa-jinja (諏訪神社) im Stadtteil Chūō-ku von Kōbe
- Suwa-jinja (諏訪神社) im Stadtteil Suma-ku von Kōbe
- Suwa-jinja (諏訪神社) in Chizu, Präfektur Tottori
- Suwa-jinja (諏訪神社) in Minamiosumi, Präfektur Kagoshima